# Tomoka Kurokawa
Tomoka Kurokawa (黒川智花?   , nacida el 1 de agosto de 1989 en Tokio) es una actriz japonesa.

## Filmografía

### Televisión
- Satomi Hakkenden (TBS, 2006)
- Gachi Baka (TBS, 2006)
- Teru Teru Ashita (TV Asahi, 2006)
- Hatsukare (2006)
- Regatta (TV Asahi, 2006, ep.7 y 8)
- Detective Conan (YTV, 2006) como Mouri Ran
- Ame to Yume no Ato ni (TV Asahi, 2005)
- Ima Ai ni Yukimasu (TBS, 2005)
- Toubousha (TBS, 2004)
- Denchi ga kireru made (TV Asahi, 2004)
- 3 nen B gumi Kinpachi sensei 7 (TBS, 2004)
- Kokoro (NHK, 2003)
- Ai Nante Irane Yo, Natsu (TBS, 2002)

## Películas
- 8.1 (2005)
- Kagen No Tsuki~Last Quarter (2004)